# Alameda del sur
La Alameda del Sur es un parque público ubicado al sur de la Ciudad de México.

## Historia
Fue construida a partir de septiembre de 1986 por la constructora CONCOR, S.A. de C.V. y concluyó su construcción en abril de 1987. Está ubicada en la esquina Calzada de las Bombas y Canal de Miramontes, colonia Las Campanas, que pertenece a la alcaldía Coyoacán. El parque cuenta con una superficie de 122 000 metros cuadrados, e incluye un kiosco, dos monumentos ecuestres en memoria a Emiliano Zapata y José María Morelos y Pavón que están elaborados de bronce, una fuente de los coyotes, un teatro al aire libre y una biblioteca llamada Vicente Guerrero, en cuyo interior hay un mural de Jesús Álvarez Amaya. Como estructura principal, cuenta con una fuente arcada.

## Instalaciones

### Biblioteca Pública Central General Vicente Guerrero
La Biblioteca Pública Central General Vicente Guerrero, fue construida entre septiembre de 1986 y abril de 1987 por la constructora CONCOR, S.A. de C.V. Se encuentra ubicada dentro de la Alameda del Sur, en la calle Naranjales, Alcaldía Coyoacán.
En los años cincuenta, la biblioteca fue una escuela llamada Melchor Ocampo. En 2014, se inició la reconstrucción de nuevas áreas de la biblioteca que cuenta con 99 metros cuadrados. Tiene servicios como sala de consulta, sala infantil, bebeteca, cinema "David Alfaro Siqueiros", préstamo en sala, préstamo a domicilio, actividades de fomento, periódico mural, talleres, y asesoría de tareas; además, tiene acceso a Internet de la alcaldía, aula digital.

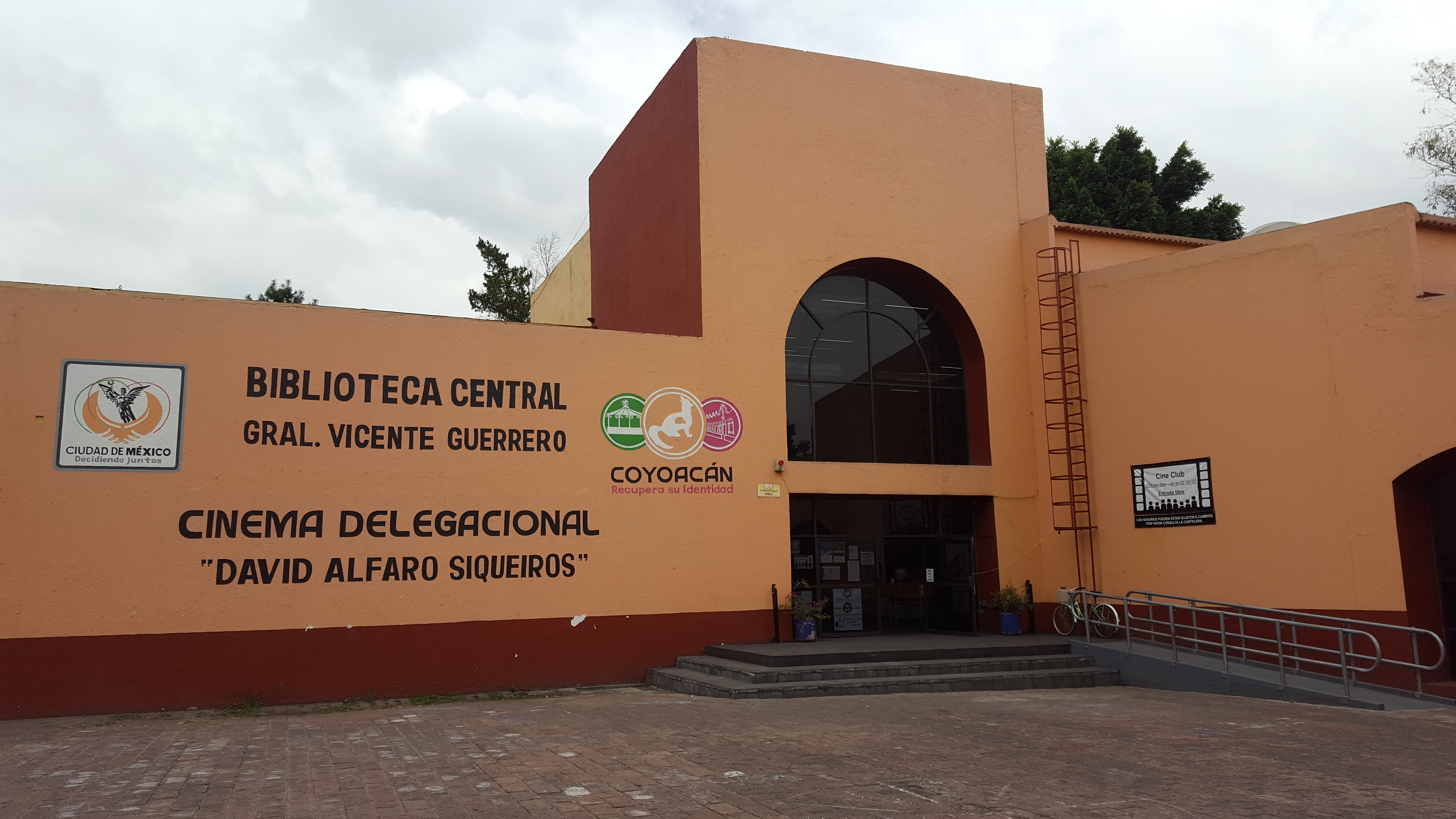
Entrada Principal de la Biblioteca Central Vicente Guerrero.
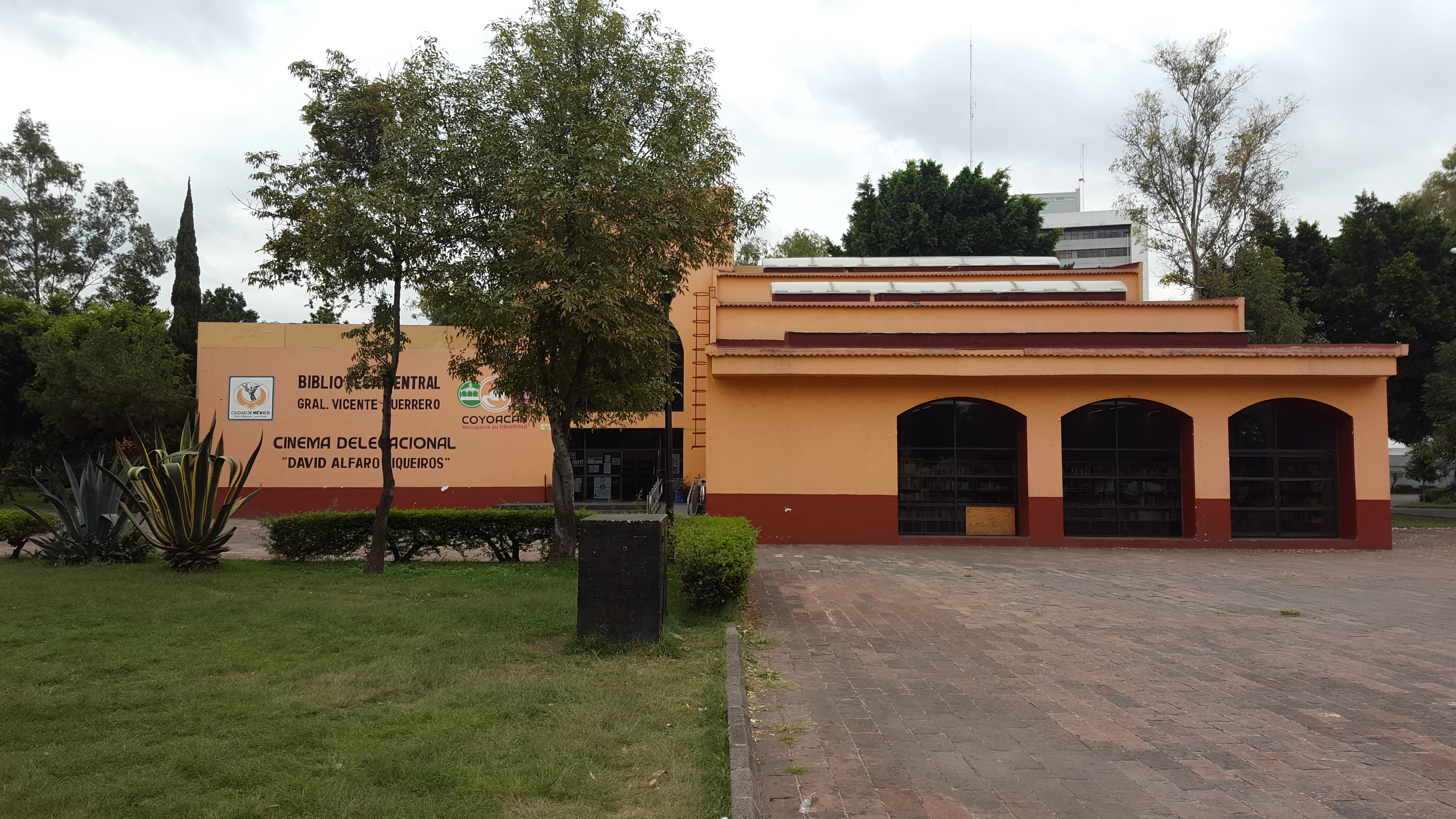
Biblioteca Vicente Guerrero.
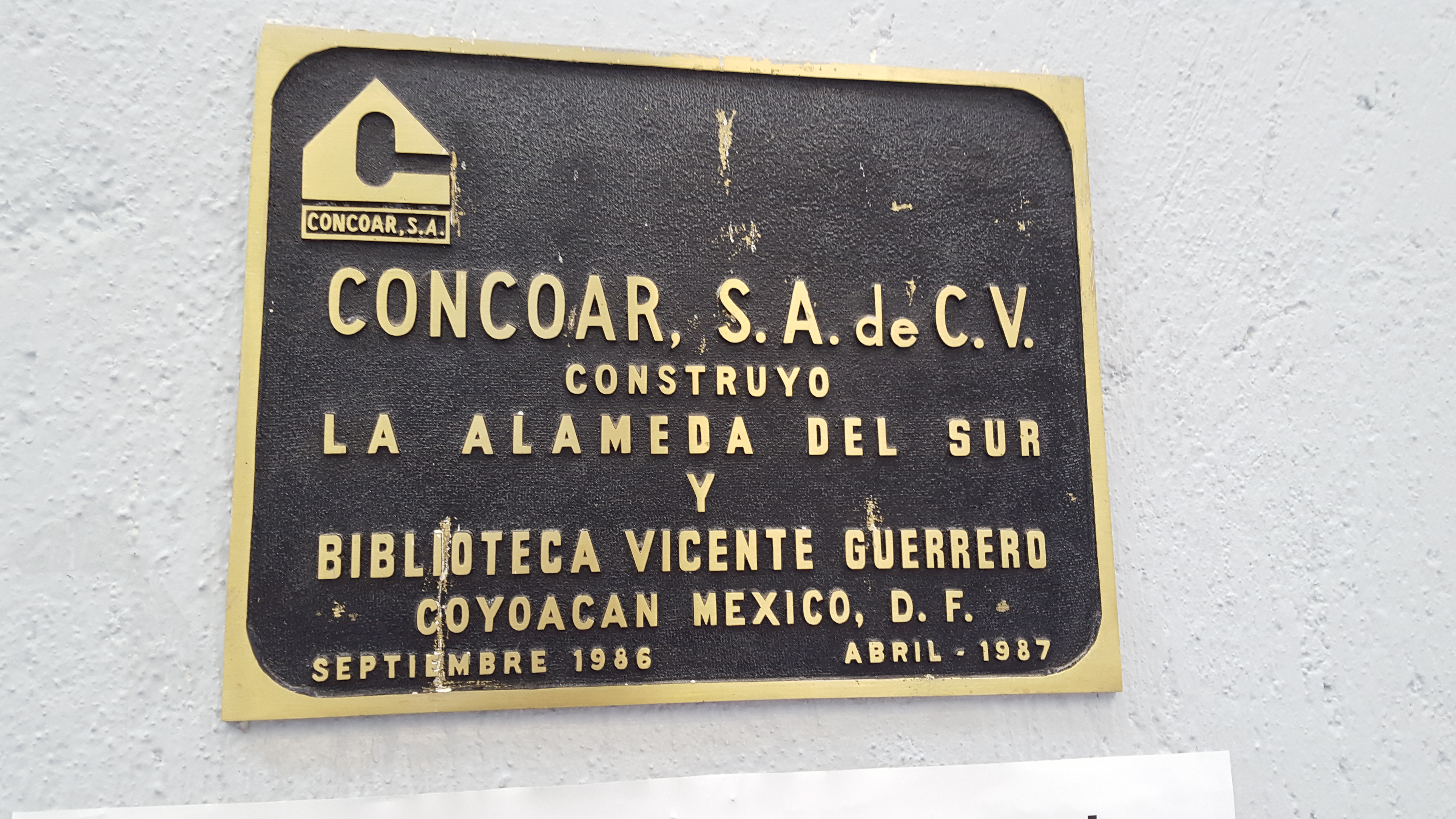
Placa de construcción de la Alameda del sur.

#### Mural
Dentro de la Biblioteca Pública Central General Vicente Guerrero se encuentra el mural llamado La Comunicación Postal, realizado por el artista Jesús Álvarez Amaya. El mural representa una carta de Vicente Guerrero dirigida a Maximiliano de Habsburgo; una Cédula de Texcoco-Ordenanza del Sr. Cuauhtémoc; en la parte de en medio, un calendario maya; y una serie de versos.

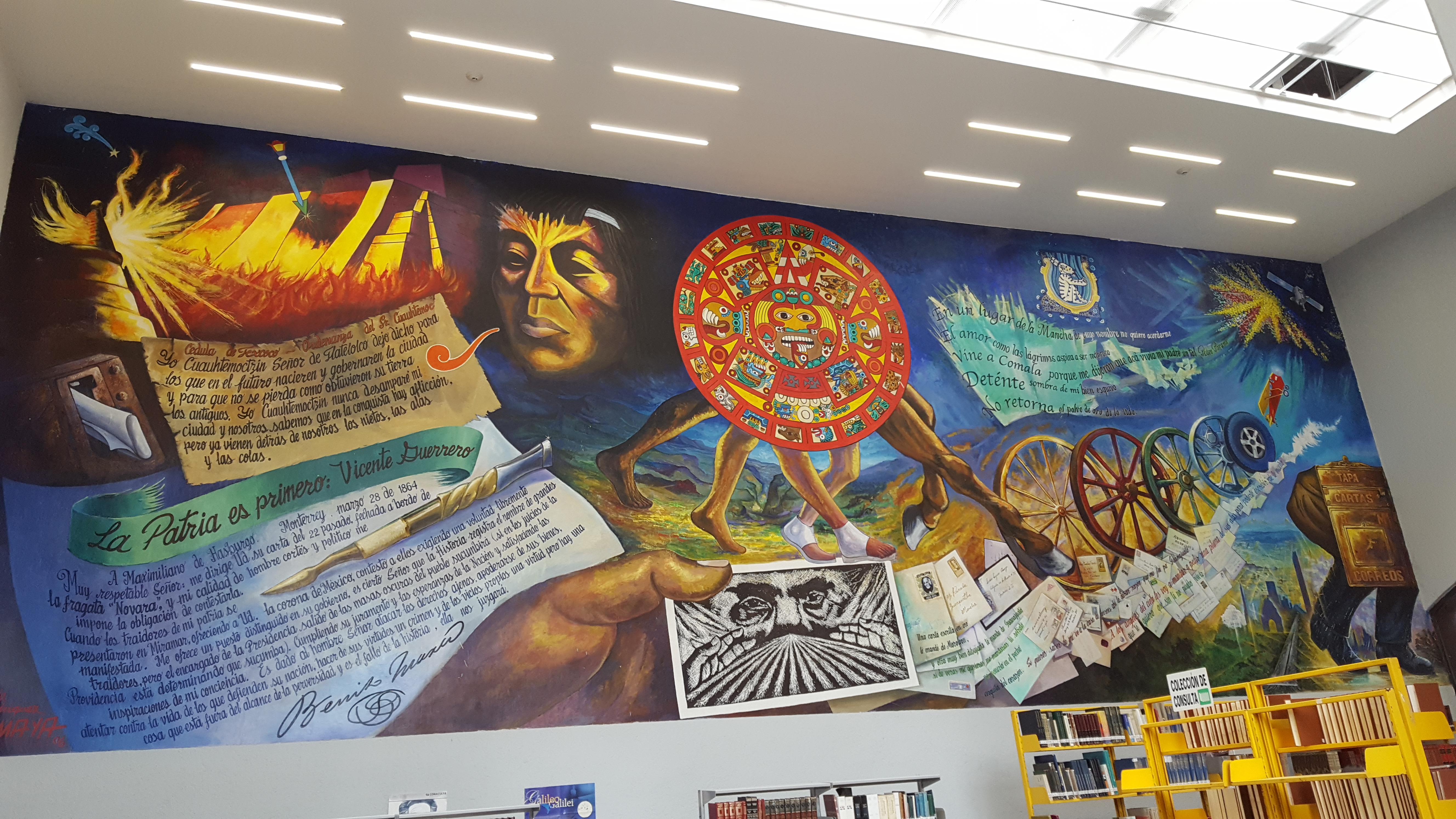
Mural llamado La comunicación Postal, por el artista Jesús Álavarez Amaya.

### Monumentos Ecuestres
La Alameda cuenta con dos monumentos ecuestres, el de Emiliano Zapata y José María Morelos y Pavón. El primero de ellos es el de Emiliano Zapata que tiene un sombrero y está sobre un caballo. El segundo monumento es de José María Morelos y Pavón que tiene un paliacate en la cabeza, y está sobre un caballo. Ambos monumentos hechos de bronce, se encuentran de frente a la avenida Miramontes.

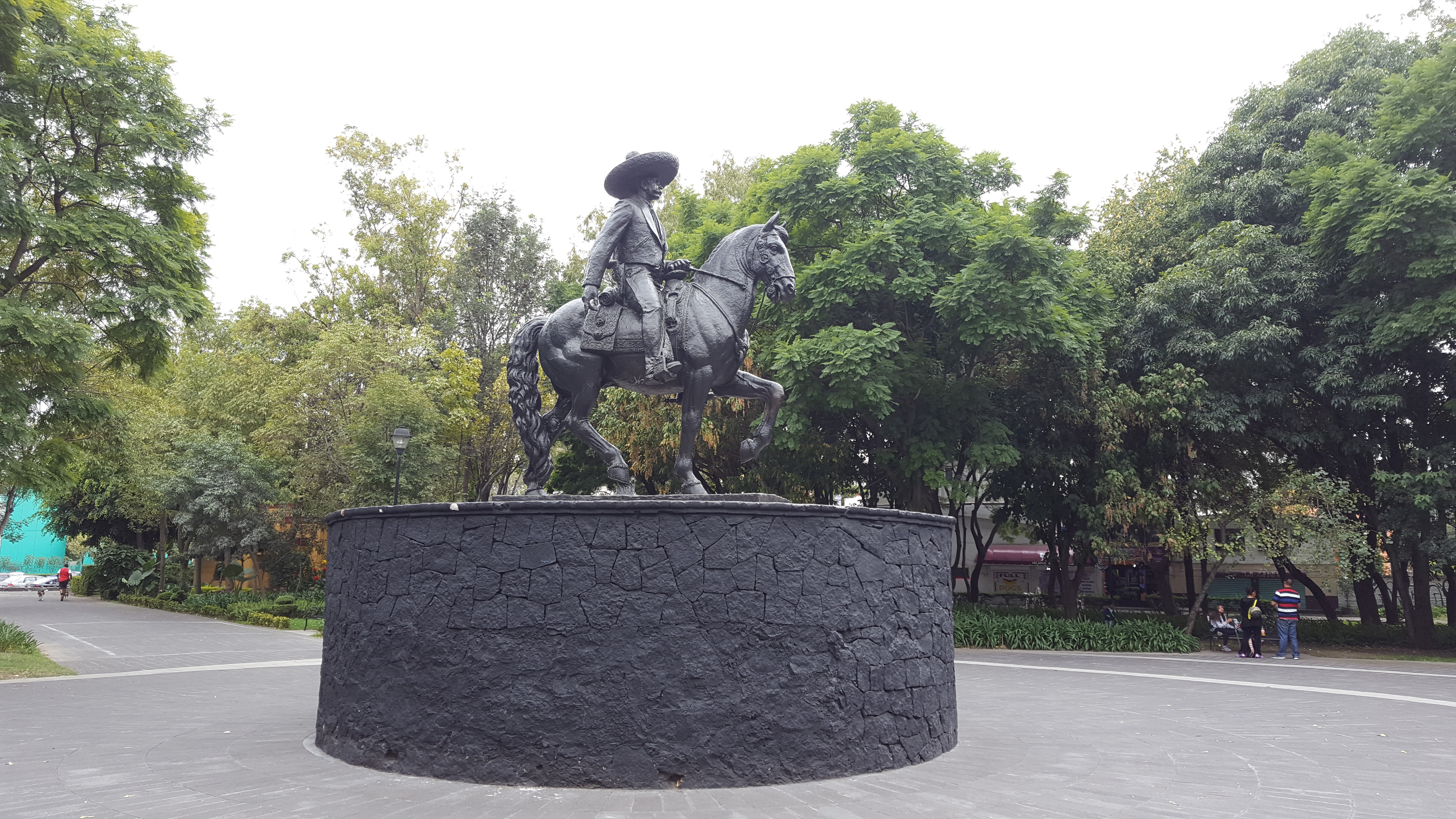
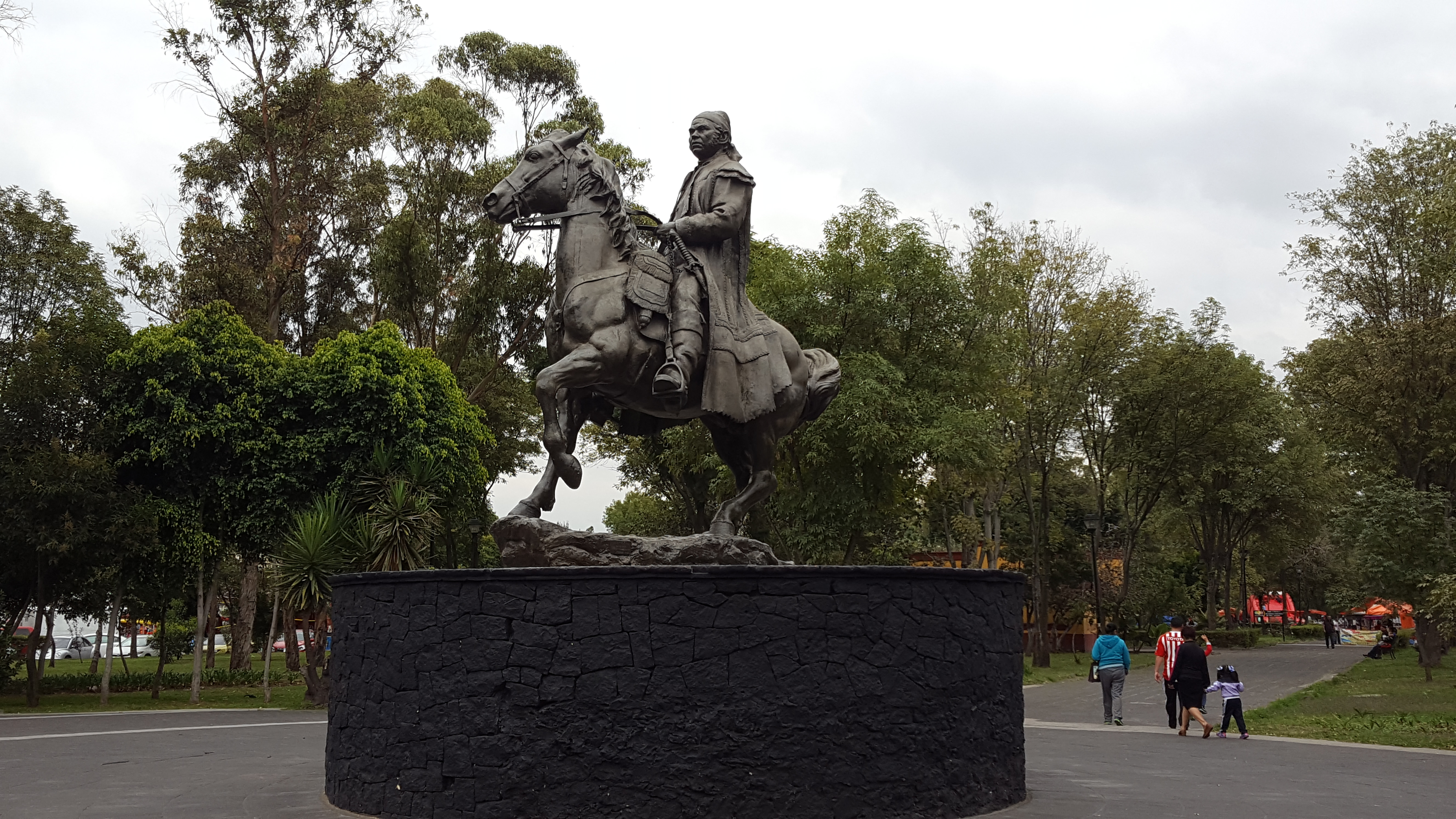
Monumento ecuestre de José María Morelos y Pavón.

### Fuente de los Coyotes
La Fuente de los Coyotes se encuentra del lado de la avenida de Miramontes y es la entrada principal a la alameda. En la fuente se encuentran dos coyotes que simbolizan a la delegación Coyoacán. El vocablo Coyoacán, en la lengua náhuatl, significa lugar de coyotes. En la época prehispánica abundaban estos animales en las cuevas del extenso territorio conocido como El Pedregal.

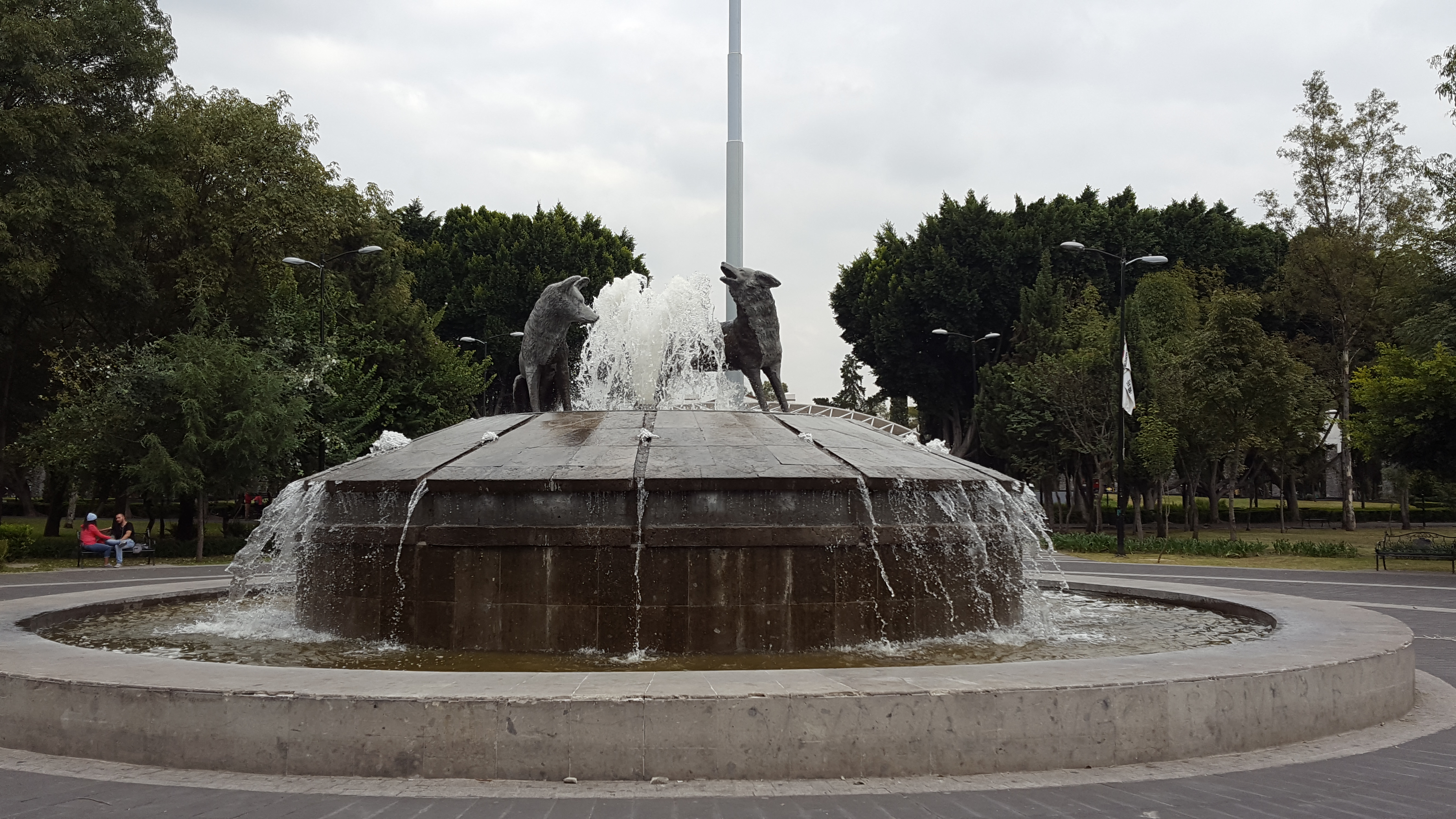
Fuente de los coyotes de la Alameda del sur.